# دانيال شيرلي
دانيال شيرلي (بالإنجليزية: Daniel Shirley) هو لاعب كرة الريشة نيوزلندي، ولد في 13 أبريل 1979 في وايتاكيري ‏ في نيوزيلندا.

## وصلات خارجية
- دانيال شيرلي على موقع BWF.tournamentsoftware.com (الإنجليزية)
- دانيال شيرلي على موقع BWFbadminton.com (الإنجليزية)
- دانيال شيرلي على موقع اللجنة الأولمبية الدولية (الإنجليزية)
- دانيال شيرلي على موقع أوليمبيديا (الإنجليزية)
- دانيال شيرلي على موقع اللجنة الأولمبية النيوزيلندية (الإنجليزية)
- دانيال شيرلي على موقع اتحاد ألعاب الكومنولث (مؤرشف) (الإنجليزية)
- دانيال شيرلي على موقع دورة ألعاب الكومنولث 2006 (مؤرشف) (الإنجليزية)